# 宮城雅史
宮城 雅史（みやぎ まさふみ、1991年1月19日 - ）は、沖縄県うるま市出身のサッカー選手。ポジションは、ディフェンダー。JFL・レイラック滋賀FC所属。

## 来歴
具志川高校3年の時には同じ沖縄出身の田口泰士と共にU-18日本代表候補にも選ばれるなど注目を集める。
駒澤大学ではDFだけではなくMF・FWとしても出場するが、3年次に左膝前十字靱帯断裂の大けがを負う（翌年復帰）。2013年より日本フットボールリーグ (JFL)・栃木ウーヴァFCへ入団。シーズン終了後、契約満了により1シーズンで退団した。
2014年、レノファ山口FCへ加入。山口でもDF登録ながらチーム事情でFWとして出場する機会もあり、2年間で11ゴールを挙げている。2017年後半には守備的MFでの起用機会も増えた。
2017年12月21日、京都サンガF.C.へ完全移籍。京都では怪我の影響などもあり、3年間でリーグ戦15試合の出場にとどまり（2020年シーズンは出場機会無し）、2020年12月15日に契約満了による退団が発表された。
2021年、J3に昇格したテゲバジャーロ宮崎に移籍。しかしわずか1年で契約満了となった。同年12月9日、フクダ電子アリーナで行われたJリーグ合同トライアウトに出場した。
2022年7月23日、BTOPサンクくりやま（現BTOP北海道）へ加入したが、シーズン終了後に契約満了で退団。
2023年4月4日、レイラック滋賀FCへの加入が発表された。

## 所属クラブ
- 赤道クラブ[10]
- うるま市立具志川中学校[10]
- 2006年 - 2008年 沖縄県立具志川高等学校[10]
- 2009年 - 2012年 駒澤大学[10]
- 2013年  栃木ウーヴァFC
- 2014年 - 2017年  レノファ山口FC
- 2018年 - 2020年  京都サンガF.C.
- 2021年  テゲバジャーロ宮崎
- 2022年7月 - 12月  BTOPサンクくりやま
- 2023年4月 -  レイラック滋賀FC

## 個人成績
| 国内大会個人成績 | 国内大会個人成績 | 国内大会個人成績 | 国内大会個人成績 | 国内大会個人成績 | 国内大会個人成績 | 国内大会個人成績 | 国内大会個人成績 | 国内大会個人成績 | 国内大会個人成績 | 国内大会個人成績 | 国内大会個人成績 |
| 年度             | クラブ           | 背番号           | リーグ           | リーグ戦         | リーグ戦         | リーグ杯         | リーグ杯         | オープン杯       | オープン杯       | 期間通算         | 期間通算         |
| 年度             | クラブ           | 背番号           | リーグ           | 出場             | 得点             | 出場             | 得点             | 出場             | 得点             | 出場             | 得点             |
| 日本             | 日本             | 日本             | 日本             | リーグ戦         | リーグ戦         | リーグ杯         | リーグ杯         | 天皇杯           | 天皇杯           | 期間通算         | 期間通算         |
| ---------------- | ---------------- | ---------------- | ---------------- | ---------------- | ---------------- | ---------------- | ---------------- | ---------------- | ---------------- | ---------------- | ---------------- |
| 2013             | 栃木U            | 33               | JFL              | 23               | 3                | -                | -                | 2                | 0                | 25               | 3                |
| 2014             | 山口             | 2                | JFL              | 20               | 6                | -                | -                | -                | -                | 20               | 6                |
| 2015             | 山口             | 2                | J3               | 34               | 5                | -                | -                | 1                | 0                | 35               | 5                |
| 2016             | 山口             | 2                | J2               | 18               | 0                | -                | -                | 2                | 0                | 20               | 0                |
| 2017             | 山口             | 2                | J2               | 24               | 3                | -                | -                | 0                | 0                | 24               | 3                |
| 2018             | 京都             | 3                | J2               | 8                | 0                | -                | -                | 1                | 0                | 9                | 0                |
| 2019             | 京都             | 3                | J2               | 7                | 0                | -                | -                | 1                | 0                | 8                | 0                |
| 2020             | 京都             | 3                | J2               | 0                | 0                | -                | -                | -                | -                | 0                | 0                |
| 2021             | 宮崎             | 38               | J3               | 0                | 0                | -                | -                | -                | -                | 0                | 0                |
| 2022             | くりやま         | 33               | 北海道           | 6                | 0                | -                | -                | -                | -                | 6                | 0                |
| 2023             | 滋賀             | 36               | JFL              | 12               | 2                | -                | -                | 2                | 0                | 14               | 0                |
| 2024             | 滋賀             | 3                | JFL              | 12               | 0                | -                | -                | -                | -                | 12               | 0                |
| 2025             | 滋賀             | 3                | JFL              |                  |                  | -                | -                |                  |                  |                  |                  |
| 通算             | 日本             | 日本             | J2               | 57               | 3                | -                | -                | 4                | 0                | 61               | 3                |
| 通算             | 日本             | 日本             | J3               | 34               | 5                | -                | -                | 1                | 0                | 35               | 5                |
| 通算             | 日本             | 日本             | JFL              | 67               | 11               | -                | -                | 4                | 0                | 71               | 11               |
| 通算             | 日本             | 日本             | 北海道           | 6                | 0                | -                | -                | -                | -                | 6                | 0                |
| 総通算           | 総通算           | 総通算           | 総通算           | 164              | 19               | -                | -                | 9                | 0                | 173              | 19               |

- Jリーグ初出場 - 2015年3月15日 J3第1節 ガイナーレ鳥取戦（維新公園）[18]
- Jリーグ初得点 - 2015年3月21日 J3第2節 Jリーグ・アンダー22選抜戦（維新公園）[19]

## タイトル

### クラブ
駒澤大学
- 総理大臣杯全日本大学サッカートーナメント：1回（2010年）

レノファ山口FC
- J3リーグ：1回（2015年）
- 山口県サッカー選手権大会：1回（2015年）

## 代表歴
- 2009年 U-18日本代表候補

## エピソード
- 大学卒業後、2015年までは各クラブとアマチュア契約を結んでおり、生計を立てるためにクラブ外でアルバイトを行っていた[3]。
  - 栃木では宅配便のセールスドライバーを行っており、昼食をとる暇もなく午後の練習に参加する日が大半だったという[3]。
  - 山口では週1回の割合でクラブスポンサーである山口朝日放送に勤務しており、出勤時には夕方の報道番組「Jチャンやまぐち」のアシスタントディレクターとしてニュース原稿やVTRの管理を行っていたという[20]。2015年途中にクラブからプロ契約への変更を打診されたが、「サッカーを辞めてからのキャリアを考えると、一般社会とのつながりは大事」と本人がこれを固辞[3]。